# Meia-entrada

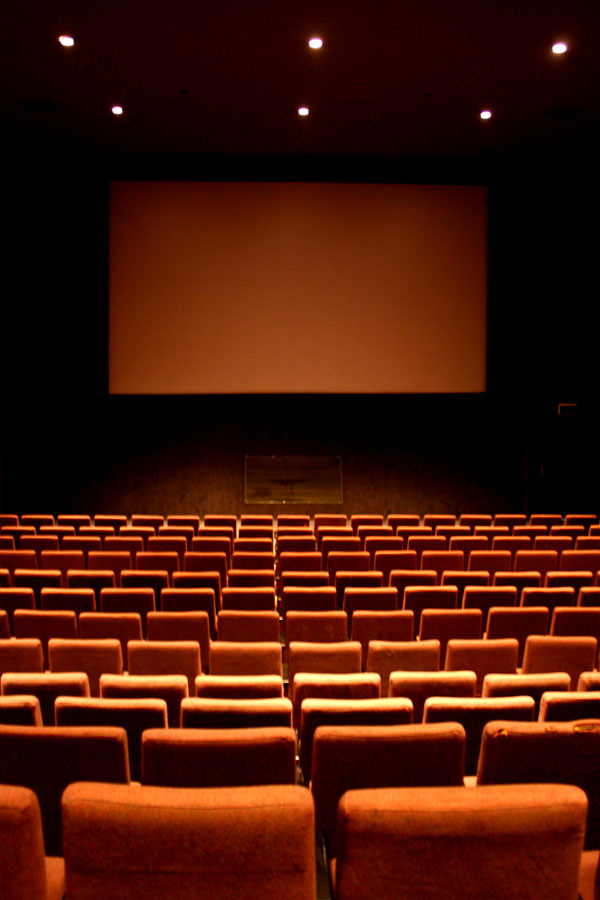
A sala de projeção de um cinema

Denomina-se meia-entrada o direito atribuído pela legislação brasileira a certas categorias de consumidores para que possam pagar apenas metade do valor estipulado ao público geral para o ingresso a espetáculos teatrais e musicais, exposições de arte, exibições cinematográficas, e demais manifestações consideradas culturais. O benefício também se aplica a partidas desportivas.
Além dos estudantes, pessoas idosas maiores de 60 anos também consiste do mesmo benefício previsto pelo Estatuto do Idoso, bastando apresentar a cédula de identidade para comprovação etária, bem como também pessoas com deficiência, e jovens de baixa renda de 15 a 29 anos de idade, conforme Lei Federal 12.933/2013, regulamentada pelo Decreto Federal 8.537/2015. O direito da meia-entrada estudantil é garantido por meio da apresentação da Carteira de Identificação Estudantil(CIE) contendo o Nome Completo do Aluno, seguido da Instituição de Ensino, Curso e o código de validação presente no modelo oficial da UNE, UBES e ANPG.
Existem estados e municípios como Mato Grosso, Amazonas, Pará, Piauí, Cuiabá (MT) e Aracajú (SE) que pessoas com deficiência tem direito a gratuidade total do ingresso (100%) de acordo com a legislação desses estados e municípios.
No Estado do Rio de Janeiro às pessoas com deficiência, os idosos maiores de 65 anos e as crianças menores de 12 anos tem direito a gratuidade total (100%) nos estádios, arenas, ginásios esportivos e parques aquáticos no Estado de acordo com a legislação estadual do Rio de Janeiro.

## Estatuto da Juventude
Em 26 de agosto de 2013 a presidente Dilma Rousseff sancionou o Estatuto da Juventude que modificou algumas regras para o gozo do benefício da meia-entrada. Pelo Estatuto, qualquer jovem - estudante ou não - com idade até 29 anos, tem direito à meia-entrada se for considerado de baixa renda. Para ter acesso a esse direito, os jovens carentes deverão estar registrados no Cadastro Único para Programas Sociais do Governo Federal.
O Estatuto da Juventude também introduziu novas regras no que tange à quantidade de lugares reservados para pagantes de meia-entrada. Antes não havia limite, mas a partir do novo dispositivo legal, no máximo 40% dos lugares disponíveis podem ser vendidos com o benefício da meia-entrada.
A partir da década de 1940, a União Nacional dos Estudantes (UNE) criou os primeiros modelos de carteira de estudante, com a conquista do direito à meia-entrada em eventos culturais após pressão do movimento estudantil.
Durante a ditadura militar, com a proibição da atuação das entidades estudantis, a emissão das carteiras ficou sob responsabilidade das escolas e universidades. No entanto, a falta de padronização favoreceu a ocorrência de fraudes.
A partir de 1979, com o retorno da UNE e outras entidades estudantis, a emissão das carteiras voltou a ser responsabilidade dessas organizações.
Até 2001, para usufruir do benefício da meia-entrada o estudante devia apresentar um cartão emitido pela União Nacional dos Estudantes (UNE), chamado popularmente carteirinha de estudante. Com uma medida provisória o governo federal quebrou o monopólio da UNE e, desde então, qualquer associação, agremiação estudantil ou estabelecimento de ensino poderiam emitir a carteira de estudante, que dá o direito para pagar apenas metade do preço nas bilheterias.
Desde a quebra de monopólio da emissão do documento de estudante, a porcentagem de uso da carteirinha tem aumentado em ritmo constante. Segundo órgãos que representam os interesses das salas de exibição, antes de 2001 cerca de 40% do público nos cinemas brasileiros reivindicavam o direito de pagar metade do preço do ingresso, tendo esta proporção alcançado os 70% em 2007.
Com o aumento do peso da meia-entrada, as entidades ligadas aos cinemas, teatros, casas de espetáculos, circos, entre outras, pressionaram o governo para que fosse criada uma legislação federal e que existissem cotas para a venda de ingressos sob a lei da meia-entrada. Outro problema era a falsificação de documentos de estudante, que segundo entidades já citadas representariam metade das carteirinhas apresentadas.
Para atender aos pedidos e padronizar o documento do estudante nacionalmente, dia 26 dezembro de 2013 a presidenta Dilma Rousseff promulgou a Lei 12.933/2013 que garante além do direito aos 50% no pagamento da meia-entrada, assegura que 40% dos lugares do local estejam disponíveis em cada evento. Também para garantir que a lei seja cumprida, deverão ser disponibilizadas informações de quantos lugares ainda restam para o público de meia-entrada e quando já estiverem esgotados. A regulamentação da Lei está prevista para sair ainda este ano de 2015.
Em alguns estados, como o Paraná e Mato Grosso, doadores de sangue também têm direito a pagar meia-entrada. No Paraná o que garante o benefício é a Lei Estadual 13.964, de 20 de dezembro de 2002, em Mato Grosso a lei Estadual 8.547 de 29 de agosto de 2006. No Rio de Janeiro crianças e jovens de até 21 anos tem direito a meia-entrada conforme a Lei Estadual 3.364 de 07 de janeiro de 2000.

## Repercussão e comparação com outros países
O empresariado de grandes eventos brasileiro, mesmo com seu financiamento advindo majoritariamente de patrocínios, constantemente faz lobby para o fim do benefício, apesar de seu uso durante décadas se mostrar eficaz no processo de universalização do acesso à cultura. Por mais que os demais ingressos sejam encarecidos por isso.
O advogado e professor da Faculdade de Direito Gustavo Justino de Oliveira questionou quem arca com os custos da meia-entrada: "A política de meias-entradas é umas das formas de subsídio cruzado que podem ser implantadas pelo poder público. Ou seja, uma das formas de se introduzir artificialmente, pela legislação, uma distorção no preço dos produtos, de modo a beneficiar determinados grupos (...) Percebe-se que não há uma preocupação do legislador em definir quem arca com os custos desses subsídios. É de se questionar se se trata de uma forma do Estado se eximir da responsabilidade, fazendo política com o dinheiro dos particulares. Trata-se de uma forma clara de intervencionismo na autonomia."
O professor da FEA (Faculdade de Economia, Administração e Contabilidade) Edgard Cornacchione disse que "é um benefício, só que quem tem que colocar a mão no bolso é indiretamente as pessoas que organizam os eventos e diretamente o público. É uma iniciativa do governo que impactou agentes econômicos. Em princípio ela parece uma boa ideia, mas aparentemente há distorções. Hoje se criou uma ilusão, as pessoas estão pagando mais do que pensam (...) Se estivesse tudo direitinho, não haveria tanta necessidade de se estimular o debate e estudar esse fenômeno”,
Em 2020 foi aberta uma discussão para o fim da meia-entrada no Brasil, e na época, a ANCINE divulgou um documento mostrando que 77% dos ingressos no Brasil são vendidos com meia-entrada, e o país tem o segundo preço mais caro do mundo, quando comparado com a realidade sócio econômica dos outros países.
Um estudo realizado por Carlos Martinelli, pesquisador na área de contabilidade da Faculdade de Economia, Administração e Contabilidade (FEA) da Universidade de São Paulo (USP), revelou que a concessão de semi-gratuidade (meia-entrada) para eventos culturais e esportivos no Brasil não existe de fato no Brasil, pois não resulta em descontos reais.  A pesquisa destaca que a ausência de regulamentação clara sobre os limites para a concessão desse benefício, bem como sobre a venda de ingressos com meia-entrada, leva os organizadores de eventos a aumentarem o preço dos ingressos. Esse aumento visa cobrir os custos de produção, fazendo com que o desconto de 50% se torne efetivamente menor do que o previsto.